# Andreas Weidenhaupt
Andreas Weidenhaupt (13. august 1738 i København – 26. april 1805) var dansk billedhugger.
Weidenhaupt, der var søn af sværdfeger Joh. Chr. Weidenhaupt og Catharina Maria født Westphal, blev født i København 13. august 1738; da han havde Lyst til billedhuggerkunsten, blev han elev af Pezold og Saly (1750), besøgte Kunstakademiet, vandt 1758 begge sølvmedaljer, 1759 den mindre og 1760 den store guldmedalje for opgaven Moses findes af Faraos Datter. Efter at maleren Peter Als var vendt hjem fra udlandet, fik Weidenhaupt rejsestipendium og tog 4. september 1762 til Paris, hvor han fik adgang til Akademiet, og hvor han desuden studerede under billedhuggeren Augustin Pajou (en). Fra Paris hjemsendte han 1763 et relief, Saul, som spørger Samuel til Raads, og 1765 En siddende Vulkan i brændt Ler. Samme år rejste han til Rom, hvor han flittig studerede antikken, og hvor han udførte enkelte kopier i brændt ler efter antikker. Da hans 6-årige stipendium 1768 var udløbet, fik han penge til hjemrejsen. 8. juli 1769 blev han agreèret ved Akademiet, og 23. april 1770 blev han på en siddende Minos enstemmigt optaget som medlem.
Weidenhaupt havde særlig lagt sig efter anatomien, og 1771 blev han, ved dr. Bergers fratrædelse som lærer, professor ved Akademiet i dette fag; en anatomifigur, som han udførte 1783 efter Akademiets ønske, er blevet benyttet til den nyeste tid. Weidenhaupt, der 1773 var blevet professor ved Modelskolen, fungerede adskillige gange som Akademiets kasserer og var 1791-92 dets direktør. Han døde ugift 26. april 1805 i sin bolig på Charlottenborg. Fra Weidenhaupts ophold i Rom hidrører et studiehoved i overnaturlig størrelse af en gammel mand, et grundigt og flittigt arbejde, som tyder på, at Weidenhaupt egnede sig godt til lærer i sit fag. Hvad der i øvrigt kendes af Weidenhaupt – det er ikke meget – røber ikke noget særligt eller ejendommeligt kunstnerisk talent. Til Frihedsstøtten udførte han statuen «Agerdyrkningsflid» og relieffet Trældoms Afskaffelse; portrætterne af Krüger og Wohlert i Kirurgisk Akademi stammer fra hans hånd, og gravmælet over tømmermester Boje Junge i Petri Kirkes gravkapel er ligeledes hans arbejde; desuden har han udført modellen til frontespicerelieffet på Det kongelige Teater (Frontespicen er nu i haven ved Prinsens Palæ).
Weidenhaupt er begravet på Assistens Kirkegård

## Ekstern henvisning
- Andreas Weidenhaupt på Kunstindeks Danmark/Weilbachs Kunstnerleksikon